# Kvillen, Småland
Kvillen är en sjö i Högsby kommun och Nybro kommun i Småland och ingår i Alsteråns huvudavrinningsområde. Sjön är 4,3 meter djup, har en yta på 0,301 kvadratkilometer och är belägen 110,1 meter över havet. Sjön avvattnas av vattendraget Badebodaån.

## Delavrinningsområde
Kvillen ingår i det delavrinningsområde (632833-150560) som SMHI kallar för Inloppet i Bjärssjön. Medelhöjden är 130 meter över havet och ytan är 28,74 kvadratkilometer. Räknas de 8 avrinningsområdena uppströms in blir den ackumulerade arean 335,54 kvadratkilometer. Badebodaån som avvattnar avrinningsområdet har biflödesordning 2, vilket innebär att vattnet flödar genom totalt 2 vattendrag innan det når havet efter 57 kilometer. Avrinningsområdet består mestadels av skog (89 procent). Avrinningsområdet har 1,26 kvadratkilometer vattenytor vilket ger det en sjöprocent på 4,4 procent.